# 김일영
김일영(독일어: Ill-Young Kim, 1973년 5월 13일~)은 독일의 배우, 텔레비전 사회자, 영화배우이다.

## 영화
- 헤어드레서(2010년) - 티엔 역
- 디스 이즈 러브(2009년)
- 닌자 어쌔신(2009년) - 모호크족 머리 야쿠자 역
- 패스트 퓨리어스 & 언리미티드(2008년)
- 스피드 레이서(2008년)
- 미카엘과 진희(2002년)